# Kalmárffy Ignác
Kalmárffy Ignác (vagy Kramerlauf) (Buda, 1754. augusztus 7. – Buda, 1823. december 13.) a 18–19. század fordulójának közéleti személyisége, a Leopold rend vitézi osztályának birtokosa, Pest vármegye táblabírája, Buda városbírája és a korabeli polgárőrség („polgári katonaság”) parancsnoka. 1808-ban Buda követe volt az országgyűlésen.

## Életútja
Kramerlauf Ignác budai tanácsos ifjabb gyermeke, bátyja Kramerlauf Ferenc (Franz Xaver von Kramerlauf) nádori főudvarmester, nővére Kalmárffy (Kramerlauf) Veronika, aki Laszlovszky József budai városbíró felesége lett. Gróf Niczky Kristóf tárnokmester magántitkáraként kezdte pályafutását, ezután tárnokszéki jegyző lett. 1782-től Buda aljegyzője, 1788-ban városi tanácsos. 1790-ben nemesi címert kapott II. Lipóttól, ekkor változtatta meg családnevét Kramerlaufról Kalmárffyra. Ugyanebben az évben nyerte el a budai városbírói tisztet, amelyet holtáig viselt.
Nevéhez fűződik 1820 és 1822 között a Ferenc-halmi Szűz Mária-kápolna építése, amely a zugligeti Szent Család plébániához tartozik. Az Országos Széchényi Könyvtár alapításakor saját könyvtárában őrzött kéziratokat ajánlott fel. Neve megjelenik a követi ideje alatt keletkezett 1808. évi VII. törvénycikkben a Magyar Királyi Honvéd Ludovika Akadémia alapításának támogatói között, ekkor már megyei táblabíró a törvény szövege alapján. Városbíróként nagy szerepe volt a Nepomuki Szent Jánosról elnevezett, 1820. szeptember 14-én megnyitott Szent János Kórház létrejöttében.

## Külső hivatkozások
- Szinnyei
- Magyarország nemesi családjai
- Fazekas Csaba: Budai tisztviselőcsaládok a 19. század elején
- Katolikus lexikon
- Ezer év törvényei, 1808. évi VII. tc.
- Hegyvidék folyóirat, 2010. augusztus 24.
- PM Online: Séta a budai hegyekben
- A Széchényi Országos Könyvtár az egykori pálos kolostorban